# 몰리에르 (영화)
몰리에르(Moliere)는 프랑스에서 제작된 로랑 티라르 감독의 2007년 드라마 영화이다. 로망 뒤리스 등이 주연으로 출연하였고 올리비에 델보스크 등이 제작에 참여하였다.

## 출연

### 주연
- 로망 뒤리스
- 파브리스 루치니

### 조연
- 로라 모란테
- 에두아르 바에르
- 루디빈 사니에
- 파니 발렛
- 소피 샤롯 허슨
- 아리에 엘마레
- 에릭 베르제
- 앤 수아레즈
- 니콜라스 바데
- 필립 뒤 자네르랑
- 피에르 라플레이스
- 윌프레드 베나이치
- 프랑수아 시빌
- 장 미셸 라미
- 마리 길리-피에르
- 이자벨 비타리
- 다비드 카펠
- 프레더릭 롱보이스
- 스테판 포앙키노스
- 안톤 블랑크포트
- 쟝-끌로드 제이

## 제작진
- 미술: 프랑수아 듀페튜스
- 배역: 스테판 포앙키노스